# Melouseia
Melouseia (in greco Μελούσεια?; in turco: Kırıkkale) è un villaggio del distretto di Lefkoşa della Repubblica Turca di Cipro del Nord, o de jure del distretto di Larnaca della Repubblica di Cipro. Nell'ultimo censimento ufficiale del 2011, il villaggio aveva una popolazione di 390 abitanti.

## Geografia fisica

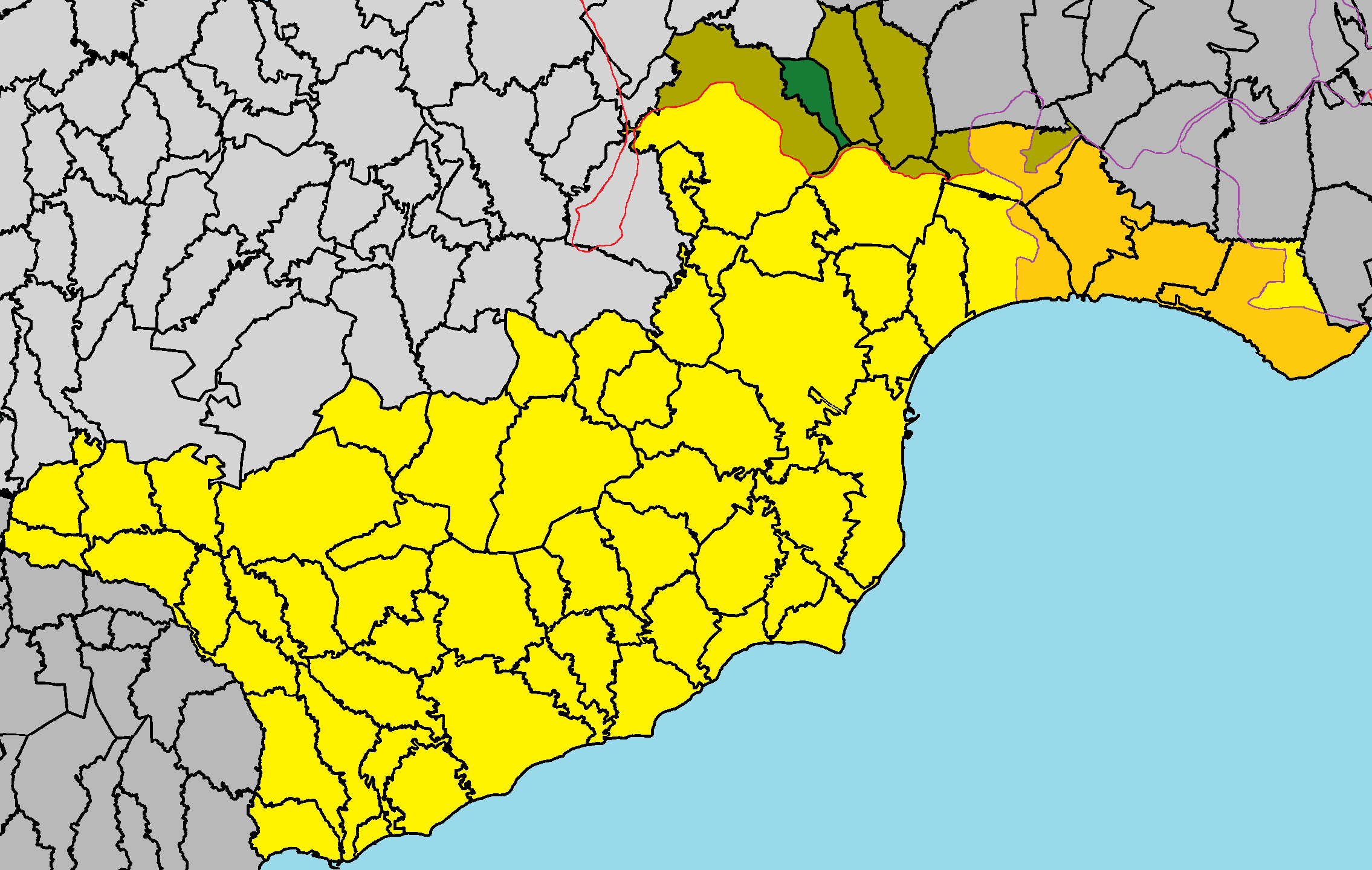
Posizione del comune nel distretto di Larnaca

Melouseia è situata nel sud-est dell'isola di Cipro ad un'altitudine di 126 metri, circa 22 km a sud-est della capitale Nicosia, 16 km a nord di Larnaca e 31 km ad ovest di Famagosta.
Il villaggio si trova nell'interno dell'isola, a circa 14 km dal Mar Mediterraneo sulla baia di Larnaca. La sua parte meridionale è sita a circa 2 chilometri dalla zona cuscinetto.
I villaggi nelle vicinanze sono Agia a nord, Tremetousia e Arsos a est, Troulloi e Avdellero nella Repubblica di Cipro a sud e Athienou e Pyrogi a ovest.

## Origini del nome
L'origine del nome è oscura. Nel 1958, i ciprioti turchi adottarono un nome turco alternativo, Kırıkkale, che significa letteralmente "castello rotto" o "castello in rovina". Kırıkkale è anche un toponimo in Anatolia.

## Società

### Evoluzione demografica
| Anno                   | 1831 | 1891 | 1901 | 1911 | 1921 | 1931 | 1946 | 1960 | 1973 | 1978 | 1996 | 2006 | 2011  |
| Abitanti               | 26   | 93   | 127  | 194  | 211  | 217  | 343  | 308  | 445  | 333  | 352  | 398  | 390   |
| di cui turchi          | 26   | 93   | 127  | 194  | 210  | 217  | 341  | 308  | 445  | 333  | 352  | 398  | n. d. |
| fonte: 1831–2001, 2011 |      |      |      |      |      |      |      |      |      |      |      |      |       |

Come si può notare dalla tabella qui sopra, fin dal periodo ottomano, Melouseia/Kırıkkale è stata abitata esclusivamente da turco-ciprioti. Sebbene la crescita demografica del villaggio sia stata costante nella prima metà del XX secolo, nel 1960 si è registrato un calo significativo.
Nessuno è stato sfollato dal villaggio durante le lotte intercomunitarie degli anni Sessanta. Tuttavia, durante questo periodo, il villaggio servì come centro di accoglienza per gli sfollati turco-ciprioti che fuggivano dai villaggi vicini, come Pyrogi/Gaziler e Agios Sozomenos/Arpalık. Dopo il 1968, molte di queste famiglie sfollate scelsero di trasferirsi in enclavi più grandi con alloggi adeguati per i rifugiati, anche se Richard Patrick nota che nel 1971 c'erano ancora sette sfollati turco-ciprioti che risiedevano nel villaggio.
Melousea/Kırıkkale è attualmente abitata solo dai suoi abitanti originari. Secondo il censimento turco-cipriota del 2006, la popolazione del villaggio era di 398 abitanti.